# 2009年靜岡地震
静岡地震(日语：／ surugawan jishin ?)，發生於2009年8月11日上午5時07分於静岡縣御前崎沖的駿河灣海底的地震。因為發生在駿河灣海底，因此又名駿河灣地震。

## 概要
2009年8月11日上午5時07分，靜岡縣御前崎東北約35公里的駿河灣海底，發生了一次矩震级6.3的地震。震源深度為23公里。靜岡縣的伊豆市，燒津市，牧之原市及御前崎市均錄得震度6弱。是次地震也引發了海嘯，在御前崎港观测到海啸最大波36cm。

## 震度
以下列出震度5弱以上地区。
| 震度 | 都道府県 | 市区町村                                                                               |
| ---- | -------- | -------------------------------------------------------------------------------------- |
| 6弱  | 静岡県   | 御前崎市 牧之原市 烧津市 伊豆市                                                        |
| 5強  | 静岡県   | 菊川市 袋井市 靜岡市 (清水区 葵区 駿河区) 富士宮市 伊豆之國市 西伊豆町 松崎町 東伊豆町 |
| 5弱  | 長野県   | 泰阜村                                                                                 |
| 5弱  | 静岡県   | 掛川市 磐田市 吉田町 藤枝市 島田市 長泉町 沼津市 函南町 南伊豆町 河津町 下田市         |

## 傷亡
本次地震，造成了靜岡縣在內的附近1都4縣，共有1人死亡和245人受傷。由於本次地震是在清晨時段發生的，所以不少居民在睡夢中被倒下的家具所傷。

## 損壞
本次地震亦令東名高速道路上行線受破壞，一度要封閉。不少房屋有不同程度的受損，根據統計靜岡縣縣內有3間房屋一半受損，另外七千多間房屋受到不同情度的破壞。包括靜岡市駿府城在內的部份古建築也受到破壞，需要修複。

## 緊急地震速報
是次地震有發佈緊急地震速報，震央(御前崎)附近由收到速報到地震只有1-2秒后即开始摇晃，距離較遠，观测到震度4的東京都區則在速報30秒後左右才感到震動。另外地震當日正值強烈熱帶風暴艾濤吹襲日本，電視台正進行風暴消息的直播。地震發生後立即改為播放地震的相關消息。

## 外部連結
- 災害情報詳報
- 2009年8月11日駿河湾の地震に関する情報（页面存档备份，存于） - 日本文部科學省地震調査研究推進本部
- 平成21年8月11日の駿河湾の地震